# Saison 2017 des White Sox de Chicago
La saison 2017 des White Sox de Chicago est la 117e saison en Ligue majeure de baseball pour cette franchise. 
Les White Sox lancent la serviette au sujet de la saison 2017 avant même qu'elle ne commence, échangeant les joueurs étoiles Chris Sale et Adam Eaton, commençant du même coup à faire le plein de joueurs d'avenir afin de redevenir compétitifs le plus vite possible.
Avec Rick Renteria nouvellement installé comme gérant, des White Sox en reconstruction perdent 11 matchs de plus que la saison précédente sous les ordres de Robin Ventura, pour une fiche de 67 victoires et 95 défaites qui les classe 27e sur 30 clubs dans le baseball majeur. C'est la 4e année de suite où les Sox terminent au 4e rang de la division Centrale de la Ligue américaine, ils ont une fiche perdante pour la 5e année d'affilée, et ratent les séries éliminatoires pour un 9e automne consécutif.

## Saison régulière
La saison régulière de 162 matchs des White Sox débute le 3 avril 2017 par la visite des Tigers de Détroit au Guaranteed Rate Field de Chicago, et se termine le 1er octobre suivant. 

### Classement
| Ligue américaine division Centrale | V   | D  | %    | Diff. | Diff. (séries) |
| ---------------------------------- | --- | -- | ---- | ----- | -------------- |
| Indians de Cleveland               | 102 | 60 | ,630 | -     | -              |
| Twins du Minnesota                 | 85  | 77 | ,525 | 17    | -              |
| Royals de Kansas City              | 80  | 82 | ,494 | 22    | 5              |
| White Sox de Chicago               | 67  | 95 | ,414 | 35    | 18             |
| Tigers de Détroit                  | 64  | 98 | ,395 | 38    | 21             |